# Templo de Manhattan
El Templo de Manhattan es uno de los templos construidos y operados por La Iglesia de Jesucristo de los Santos de los Últimos Días, el número 119 construido por la iglesia y el segundo templo construido en el estado de Nueva York, después del templo de Palmyra. Situado en el centro de Manhattan, el templo está ubicado en una zona predominantemente judía, una cuadra al oeste de Central Park, entre la calle 65 y la 9.ª avenida de Broadway llamada también Columbus Avenue, justo al frente del Lincoln Center.
Antes de la construcción del templo en Manhattan, los fieles de la región asistían al templo de Boston o Washington, D. C.

## Construcción
Los planes para la construcción del templo en Manhattan, se anunciaron en la conferencia general de la iglesia el 7 de agosto de 2002. Después del anuncio público, la iglesia en ese país buscó un lugar adecuado. Al igual que el caso del templo de Vernal y el templo de Copenhague, la iglesia decidió remodelar una de sus capillas ya existentes y tornarla en un templo. El edificio original fue construido en 1976 y mantiene al centro de reuniones dominicales en el tercer piso y oficinas administrativas y de asuntos públicos en el segundo piso.
El templo ocupa el primer, cuarto, quinto y sexto piso del edificio. El interior de esos pisos fue completamente renovado. Las paredes fueron hechas para ser insonorizadas para que el ruido del tráfico no interrumpiera las actividades de los patronos del templo. El total de superficie de suelo para el templo parte del edificio es de 1,917 m² y el templo alberga dos salones de investiduras de tipo progresivo, es decir, la ordenanza tiene parte en dos cuartos continuos, tiene dos altares para matrimonios y una pila bautismal. Lo que es inusual en comparación con la mayoría de los templos con dos cuartos de investiduras progresivos, es que el segundo salón de la ordenanza del templo de Manhattan es perpendicular a la primera, debido a las limitaciones en tamaño de la construcción. En el interior del templo, se tallaron colmenas en las molduras y las manillas o tiradores de las puertas se parecen a la antorcha de la Estatua de la Libertad. También hay pinturas en las paredes de muchas de las habitaciones que representan escenas de la naturaleza.

## Dedicación

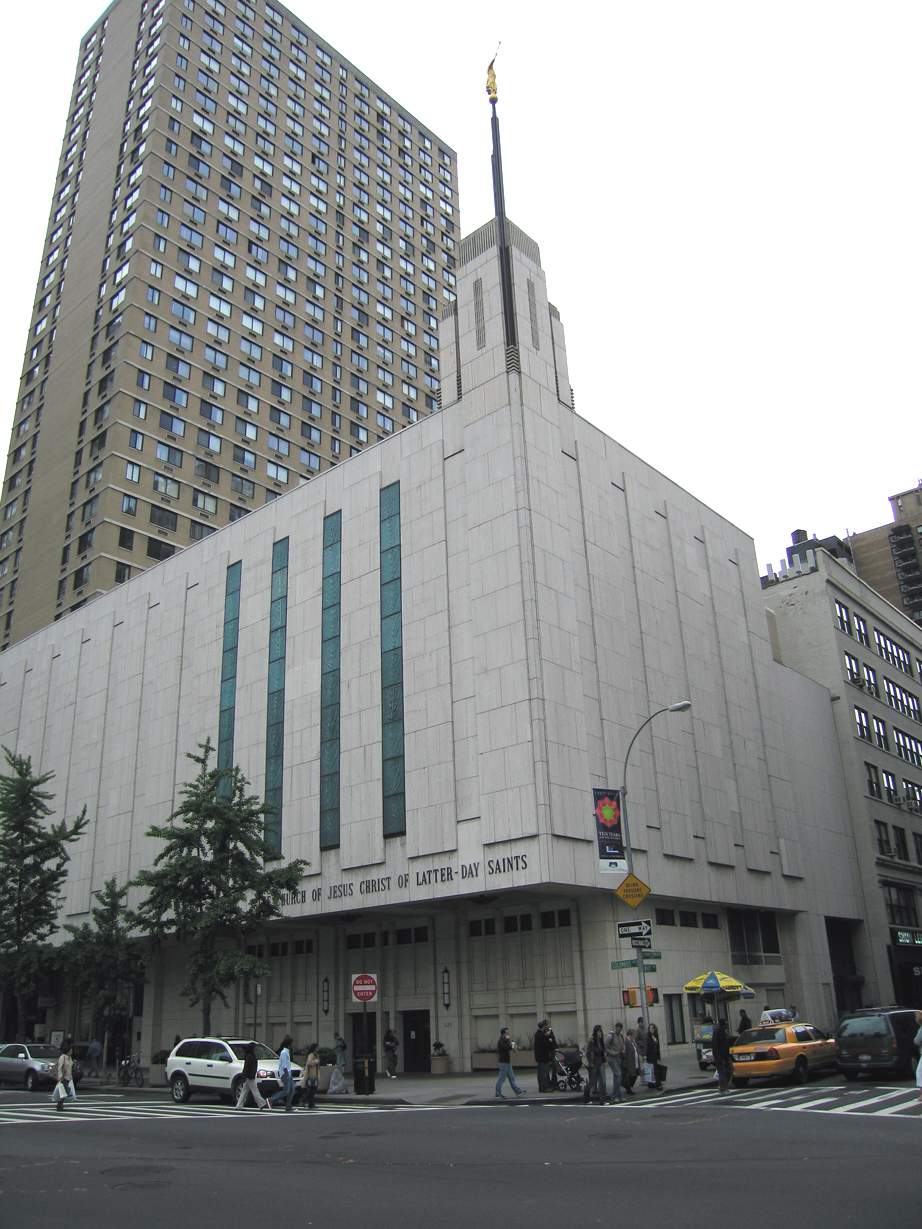
El Templo de Manhattan Nueva York fue el segundo templo de la Iglesia SUD en ser construido como edificio de gran altura, después del Templo de Hong Kong, China, construido en 1996.

El templo SUD de Manhattan fue dedicado para sus actividades eclesiásticas en cuatro sesiones, el 13 de junio de 2004, por Gordon B. Hinckley, el entonces presidente de la iglesia SUD. La dedicación fue transmitida por vía satelital a 16 centros de reuniones y traducida a 10 idiomas. Anterior a ello, la iglesia permitió un recorrido público del interior y las instalaciones del templo que dura unos 40 minutos, desde el 8 de mayo al 5 de junio del mismo año, al que asistieron unos 53.000 visitantes.
El 12 de junio, como parte de las actividades de la dedicación del templo de Manhattan, la iglesia produjo una celebración cultural en el Radio City Music Hall titulado Un Emblema a las Naciones. El evento de dos horas incluyó unos 2400 jóvenes Santos de los Últimos Días de la región, convirtiéndose en el elenco más numeroso que haya actuado en el Radio Music Hall de Manhattan. Después de la dedicación del templo Hinckley presidió en una reunión privada para la colocación de una «cápsula de tiempo», un cajón tallado en la piedra angular en el que se colocaron recuerdos de la fecha, incluyendo un ejemplar del New York Times y objetos particulares de la iglesia SUD, incluyendo una copia de sus escrituras canónicas, una pañuelo usado durante la ceremonia de dedicación y partituras de música.
Justo antes de la dedicación del templo de Manhattan, la Primera Presidencia de la iglesia SUD anunció que se le añadiría para fines de ese mismo año un pináculo y la clásica estatua del ángel Moroni. El 9 de octubre de 2004, miles se reunieron para ver la colocación de la estatua de poco más de 2 metros sobre el pináculo del templo. La estatua del ángel Moroni en la mayoría de los templos SUD da la cara hacia el este, sin embargo, el del templo de Manhattan está orientado de cara al suroeste.
En una conferencia regional el 12 de noviembre de 2006, los líderes de la iglesia SUD anunciaron que el piso 4, que para entonces tenía salones de clase y oficinas asociadas con la capilla del tercer piso se convertiría en parte del templo. Las labores de remodelación se completaron en agosto de 2007. El batisterio continúa en el primer piso del edificio y el resto del templo ahora ocupa los pisos 4, 5 y 6. El tercer piso continúa siendo un centro de reuniones dominicales no asociado al templo y el segundo piso tiene además un nuevo centro de distribución, una pequeña tienda donde se venden libros y otros artículos pertinentes a la iglesia.